# Bithiga rubrisparsa
Bithiga rubrisparsa är en fjärilsart som beskrevs av Walker 1865. Bithiga rubrisparsa ingår i släktet Bithiga och familjen nattflyn. Inga underarter finns listade i Catalogue of Life.